# Mistrovství světa v ledním hokeji 1963
30. mistrovství světa  a 41. mistrovství Evropy v ledním hokeji probíhalo ve dnech 7. – 17. března 1963 ve Stockholmu (Johanneshovs Isstadion) ve Švédsku.
Na turnaj se přihlásilo 21 účastníků. Mužstva byla rozdělena podle výkonnosti do tří skupin (A, B, C). Složení skupiny A bylo stejné jako v roce 1961. Skupina B byla rozšířena o Francii a Jugoslávii na osm mužstev. Skupina C je opět šestičlenná. Ve všech skupinách se hrálo jednokolově systémem každý s každým.
Mistrovství světa po dramatickém průběhu vyhrál po sedmi letech Sovětský svaz. Zlaté medaile měli na dosah Švédové, kteří porazili SSSR 2:1 a Kanadu 4:1 a stačila jim v posledním zápase s Československem remíza. Roli favorita však nezvládli a prohráli 2:3. Největší šok však zažili Kanaďané, kteří poprvé v historii odjeli z MS bez medaile.
Zde se zformoval základ mužstva Sovětského svazu, který se na dlouhých devět let usadil na trůnu.

## Výsledky a tabulky
| 30. | Mistrovství světa | URS  | SWE  | TCH  | CAN  | FIN  | GDR  | USA  | GER  | V | R | P | Skóre | B  |
| 1.  | SSSR              | ***  | 1:2  | 3:1  | 4:2  | 6:1  | 12:0 | 9:0  | 15:3 | 6 | 0 | 1 | 50:9  | 12 |
| 2.  | Švédsko           | 2:1  | ***  | 2:3  | 4:1  | 4:0  | 5:1  | 17:2 | 10:1 | 6 | 0 | 1 | 44:10 | 12 |
| 3.  | ČSSR              | 1:3  | 3:2  | ***  | 4:4  | 5:2  | 8:3  | 10:1 | 10:1 | 5 | 1 | 1 | 41:16 | 11 |
| 4.  | Kanada            | 2:4  | 1:4  | 4:4  | ***  | 12:2 | 11:5 | 10:4 | 6:0  | 4 | 1 | 2 | 46:23 | 9  |
| 5.  | Finsko            | 1:6  | 0:4  | 2:5  | 2:12 | ***  | 0:1  | 11:3 | 4:4  | 1 | 1 | 5 | 20:35 | 3  |
| 6.  | NDR               | 0:12 | 1:5  | 3:8  | 5:11 | 1:0  | ***  | 3:3  | 3:4  | 1 | 1 | 5 | 16:43 | 3  |
| 7.  | USA               | 0:9  | 2:17 | 1:10 | 4:10 | 3:11 | 3:3  | ***  | 8:4  | 1 | 1 | 5 | 21:64 | 3  |
| 8.  | SRN               | 3:15 | 2:10 | 1:10 | 0:6  | 4:4  | 4:3  | 4:8  | ***  | 1 | 1 | 5 | 18:56 | 3  |

| 41. | Mistrovství Evropy |
| 1.  | SSSR               |
| 2.  | Švédsko            |
| 3.  | ČSSR               |
| 4.  | Finsko             |
| 5.  | NDR                |
| 6.  | SRN                |

- Titul mistra Evropy do 1970 získalo evr. mužstvo, které se umístilo nejlépe v konečné tabulce MS.

 Finsko –  SSSR 1:6 (0:0, 0:2, 1:4)
7. března 1963 (12:00) - Stockholm

Branky Finska: 45:08 Matti Keinonen.

Branky SSSR: 34:40 Vladimir Jurzinov, 38:43 Vladimir Jurzinov, 41:16 Viktor Jakušev, 46:14 Viktor Kuzkin, 51:09 Stanislav Pětuchov, 58:55 Venjamin Alexandrov.

Rozhodčí: Jaroslav Pokorný (TCH), Fritz Gross (GDR)

Vyloučení: 8:7

Využití přesilovek: 1:2

Diváků: 3 788
Finsko: Lahtinen – Numminen, Suokko, Wasama, Mesikämmen – Lehtiö, Kilpiö, Keinonen – Seistamo, Luostarinen, Hyytiäinen – Nikkilä, Pulli, Reunamäki.
SSSR: Konovalenko – Ragulin, E. Ivanov, Kuzkin, Davydov – V. Jakušev, Almětov, V. Alexandrov – Jevgenij Majorov, Staršinov, Boris Majorov – Pětuchov, Jurzinov, J. Volkov.
 Československo -  SRN 	10:1	(3:0, 4:1, 3:0)
7. března 1963 (16:00) - Stockholm

Branky a nahrávky Československa: 4:10 Josef Černý (František Vaněk), 7:30 Jaroslav Jiřík, 16:59 Jaroslav Jiřík (František Gregor), 20:50 Luděk Bukač, 26:35 Jiří Dolana (Jaroslav Walter), 34:26 František Vaněk (František Tikal), 38:53 Jiří Dolana (Jaroslav Jiřík), 43:28 František Gregor, 49:33 Jaroslav Walter, 59:37 Jaroslav Jiřík (Jiří Dolana).

Branky Německa: 37:46 Georg Scholz.

Rozhodčí: Olle Wilkert (SWE), Olle Viking (SWE)

Vyloučení: 0:0

Diváků: 1 182
ČSSR: Josef Mikoláš – František Tikal, Stanislav Sventek, Jan Kasper, František Gregor – Vlastimil Bubník, Luděk Bukač, Miroslav Vlach – Ján Starší, František Vaněk, Josef Černý – Jiří Dolana, Jaroslav Walter, Jaroslav Jiřík.
SRN: Heinz Ohlberg – Paul Ambros, Sylvester Wackerle, Hans Rampf, Heinz Bader – Manfred Gmeiner, Siegfried Schubert, Ernst Köpf – Georg Scholz, Helmut Zanghellini, Ernst Trautwein – Josef Reif, Kurt Sepp, Peter Lax.
 Švédsko –  NDR 5:1 (2:1, 0:0, 3:0)
7. března 1963 (20:00) - Stockholm

Branky Švédska: 10:36 Roland Stoltz, 19:51 Uno Öhrlund, 50:47 Hans Mild, 53:46 Uno Öhrlund, 54:44 B. Karlsson

Branky NDR: 18:20 Joachim Franke.

Rozhodčí: Vic Lindqvist (CAN), Robert Barry (USA)

Vyloučení: 1:0

Využití přesilovek: 0:0

Diváků: 8 872
Švédsko: Svensson – Stoltz, Nordlander, Karlsson, Nils Johansson – Pettersson, Nilsson, Öberg – Härdin, Sterner, Mild – Määttä, Sven Tumba Johansson, Öhrlund.
NDR: Hirche – Kuczera, Schildan, Voigt, Plotka – Klügel, Ziesche, Kratzsch – Erich Novy, Buder, Franke – Tudyka, Poindl, Helmut Novy.
 Finsko –  USA 11:3 (3:1, 6:1, 2:1)
8. března 1963 (12:00) - Stockholm

Branky Finska: 1:37 Raimo Kilpiö, 18:21 Matti Keinonen, 19:29 Jouni Seistamo, 24:54 Seppo Nikkilä, 27:01 Kalevi Numminen, 28:15 Seppo Nikkilä, 30:42 Matti Keinonen, 32:02 Seppo Nikkilä, 38:06 Raimo Kilpiö, 48:20 Matti Keinonen, 51:40 Matti Keinonen

Branky USA: 6:27 Jack Poole, 32:38 Dick Michaud, 41:03 Marshall Tschida.

Rozhodčí: Vic Lindqvist (CAN), Jaroslav Pokorný (TCH)

Vyloučení: 7:9 navíc Jack Kirrane na 10 min.

Využití přesilovek: 2:2

Branky v oslabení: 1:0

Diváků: 2 526
Finsko: Lahtinen – Numminen, Suokko, Wasama, Lampainen – Lahtiö, Kilpiö, Keinonen – Seistamo, Luostarinen, Hyytiäinen – Nikkilä, Pulli, Reunamäki.
USA: Driscoll (40:01 Chisholm) - Silka, McCurdy, Michaud, Kirrane – Poole, Tschida, Mustonen – Westby, Daley, Rovick - Quinn, McCarthy, Famiglietti.
 SRN –  Kanada 0:6 (0:2, 0:1, 0:3)
8. března 1963 (16:00) - Stockholm

Branky Kanady: 2:57 Walter Peacosh, 7:17 Harold Jones, 29:33 Jack McLeod, 40:58 Harry Smith, 56:28 Walter Peacosh, 58:18 Bob McKnight.

Rozhodčí: Olle Wilkert (SWE), Olle Viking (SWE)

Vyloučení: 4:1

Využití přesilovek: 0:1

Diváků: 1 843
SRN: Hobelsberger - Ambros, Wackerle, Rampf, Bader - Gmeiner, Schubert, Köpf - Rohde, Zanghellini, Scholz - Lax, Sepp, Reif.
Kanada: Martin - Fletcher, H. Smith, Maki, Ferguson – McIntyre, Jones, McLeod – Peacosh, Tambellini, Forhan – McKnight, Hornby, Gerry Penner.
 Švédsko –  SSSR 2:1 (0:1, 2:0, 0:0)
8. března 1963 (20:00) - Stockholm

Branky Švédska: 29:48 Lars-Eric Lundvall, 35:05 Nisse Nilsson.

Branky SSSR: 12:50 Vjačeslav Staršinov

Rozhodčí: Gennaro Olivieri (SUI), Robert Barry (USA)

Vyloučení: 1:2

Využití přesilovek: 0:0

Diváků: 14 790
Švédsko: Svensson – Stoltz, Nordlander, Blomé, Nils Johansson – Pettersson, Nilsson, Lundvall – Öberg, Sterner, Mild – Määttä, Sven Tumba Johansson, Uno Öhrlund.
SSSR: Konovalenko – Ivanov, Ragulin, Davydov, Kuzkin – Alexandrov, Almětov, Jakušev – Jevgenij Majorov, Staršinov, Boris Majorov – Pětuchov, Jurzinov, Volkov.
 Kanada –  NDR 11:5 (3:4, 4:1, 4:0)
9. března 1963 (14:00) - Stockholm

Branky Kanady: 9:47 Jack McLeod, 12:25 Norm Lenardon, 18:39 Adolphe Tambellini, 21:22 John McIntyre, 25:52 Adolphe Tambellini, 34:33 George Ferguson, 35:39 Bob Forhan, 54:02 George Ferguson, 54:57 Adolphe Tambellini, 56:47 Ed Pollesel, 59:37 Walter Peacosh.

Branky NDR: 0:52 Joachim Ziesche, 1:55 Wolfgang Plotka, 3:45 Manfred Buder, 4:40 Manfred Buder, 22:45 Helmut Novy.

Rozhodčí: Andrej Starovojtov (URS), Robert Barry (USA)

Vyloučení: 2:0

Využití přesilovek: 0:0

Branky v oslabení: 1:0

Diváků: 4 547
Kanada: Martin - Fletcher, Pollesel, H. Smith, Ferguson – McIntyre, Jones, McLeod – Peacosh, Tambellini, Forhan – McKnight, Hornby, Lenardon.
NDR: Hirche (37:00 Kolbe) – Kuczera, Schildan, Heinze, Voigt – Klügel, Plotka, Ziesche – Erich Novy, Schmutzler, Buder – Tudyka, Poindl, Helmut Novy.
 Československo -  USA 	10:1	(5:0, 4:0, 1:1)
9. března 1963 (18:00) - Stockholm

Branky a nahrávky Československa: 1:25 Ján Starší (František Vaněk), 1:47 Josef Černý, 9:18 František Tikal (Ján Starší), 14:19 Josef Černý, 18:27 Rudolf Potsch (Ján Starší), 20:57 Luděk Bukač (Vlastimil Bubník), 24:00 Luděk Bukač (Vlastimil Bubník), 26:47 František Tikal, 36:31 Miroslav Vlach (Rudolf Potsch), 54:43 Ján Starší (Rudolf Potsch).

Branky a nahrávky USA: 42:40 Jack Poole (Marshall Tschida).

Rozhodčí: Gennaro Olivieri (SUI), Vic Lindqvist (CAN)

Vyloučení: 4:8

Využití přesilovek: 2:0

Diváků: 3 199
ČSSR: Josef Mikoláš (29. Vladimír Dzurilla) – Rudolf Potsch, Jan Kasper, František Gregor, František Tikal - Vlastimil Bubník, Luděk Bukač, Miroslav Vlach – Ján Starší, František Vaněk, Josef Černý – Jiří Dolana, Jaroslav Walter, Jaroslav Jiřík.
USA: Charles Driscoll – Russell McCurdy, Frank Silka, Glen Marlien, Dick Michaud – Marshall Tschida, Jack Poole, Tom Mustonen – Bill Daley, Gerald Westby, David Rovick – Robert Quinn, Charles McCarthy, Ron Famiglietti.
 Československo -  NDR 8:3	(1:3, 5:0, 2:0)
10. března 1963 (12:00) - Stockholm

Branky a nahrávky Československa: 3:11 Jaroslav Jiřík, 23:38 Jiří Dolana (Jaroslav Jiřík), 29:46 Miroslav Vlach (Luděk Bukač), 31:36 Jiří Dolana, 33:43 František Tikal (Stanislav Sventek), 34:48 Jiří Dolana, 44:02 Miroslav Vlach (František Tikal), 48:53 Jiří Dolana.

Branky a nahrávky NDR: 8:54 Manfred Buder (Erich Novy), 9:09 Gerhard Klügel (Joachim Ziesche), 14:11 Gerhard Klügel.

Rozhodčí: Olle Wilkert (SWE), Robert Barry (USA)

Vyloučení: 4:2 navíc Jaroslav Jiřík na 5 minut.

Využití přesilovek: 0:0

Diváků: 2 283
ČSSR: Vladimír Dzurilla – Rudolf Potsch, Jan Kasper, František Tikal, Stanislav Sventek – Vlastimil Bubník, Luděk Bukač, Miroslav Vlach – Ján Starší, František Vaněk, Josef Černý – Jiří Dolana, Jaroslav Walter, Jaroslav Jiřík.
NDR: Peter Kolbe – Heinz Schildan, Dieter Voigt, Jürgen Schmutzler, Horst Heinze – Joachim Franke, Manfred Buder, Erich Novy – Wolfgang Plotka, Joachim Ziesche, Gerhard Klügel – Helmut Novy, Bernd Poindl, Rainer Tudyka.
 Švédsko –  Finsko 4:0 (1:0, 1:0, 2:0)
10. března 1963 (16:00) - Stockholm

Branky Švédska: 11:02 Carl-Göran Öberg, 28:30 Hans Mild, 52:11 Ulf Sterner, 57:49 Carl-Göran Öberg.

Rozhodčí: Vic Lindquist (CAN), Gennaro Olivieri (SUI)

Vyloučení: 2:3

Využití přesilovek: 0:0

Diváků: 15 763
Švédsko: Svensson – Stoltz, Norlander, Blomé, Nils Johansson – Pettersson, Nilsson, Lundvall – Öberg, Sterner, Mild – Määttä, Sven Tumba Johansson, Öhrlund.
Finsko: Lahtinen – Numminen, Suokko, Mesikämmen, Wasama – Lehtiö, Kilpiö, Keinonen – Seistamo, Luostarinen, Hyytiäinen – Nikkilä, Pulli, Reunamäki.
 SRN –  SSSR 3:15 (2:5, 0:4, 1:6)
10. března 1963 (20:00) - Stockholm

Branky Německa: 2:01 Josef Reif, 2:1 3:59 Peter Rohde, 49:07 Kurt Sepp.

Branky SSSR: 0:16 Viktor Jakušev, 4:07 Venjamin Alexandrov, 13:39 Venjamin Alexandrov, 15:57 Vladimir Jurzinov, 17:04 Stanislav Pětuchov, 31:31 Vjačeslav Staršinov, 33:42 Stanislav Pětuchov, 35:52 Nikolaj Sologubov, 37:41 Eduard Ivanov, 43:11 Boris Majorov, 43:44 Jurij Volkov, 48:13 Vjačeslav Staršinov, 52:08 Jevgenij Majorov, 53:34 Jurij Volkov, 58:24 Boris Majorov.

Rozhodčí: Olle Viking (SWE), Pentti Isotalo (FIN)

Vyloučení: 5:3

Využití přesilovek: 0:5

Diváků: 1 756
SRN: Hobelsberger - Ambros, Wackerle, Rampf, Bader - Gmeiner, Schubert, Köpf - Trautwein, Zanghellini, Scholz - Rohde, Sepp, Reif.
SSSR: Konovalenko (40:01 Zajcev) – Sologubov, Kuzkin, Ivanov, Ragulin – Alexandrov, Almětov, Jakušev - Jevgenij Majorov, Staršinov, Boris Majorov – Pětuchov, Jurzinov, Volkov.
 Finsko –  SRN 4:4 (0:2, 4:1, 0:1)
11. března 1963 (16:00) - Stockholm

Branky Finska: 20:49 Raimo Kilpiö, 21:28 Matti Reunamäki, 25:51 Heino Pulli, 33:34 Heino Pulli.

Branky Německa: 3:51 Georg Scholz, 16:23 Georg Scholz, 37:43 Peter Lax, 53:44 Helmut Zanghellini.

Rozhodčí: Vic Lindqvist (CAN), Robert Barry (USA)

Vyloučení: 3:3

Využití přesilovek: 0:1

Diváků: 1 738
Finsko: Lahtinen – Numminen, Suokko, Lampainen, Wasama – Hyytiäinen, Luostarinen, Seistamo – Rautalin, Kilpiö, Keinonen – Reunamäki, Pulli, Lehtiö.
SRN: Hobelsberger - Ambros, Wackerle, Rampf, Bader – Köpf, Schubert, Reif – Trautwein, Zanghellini, Scholz - Lax, Rohde, Sepp.
 Kanada –  USA 10:4 (1:2, 4:1, 5:1)
11. března 1963 (20:00) - Stockholm

Branky Kanady: 10:34 Jack McLeod, 22:20 Harry Smith, 23:50 George Ferguson, 29:12 Harold Jones, 35:07 Jack McLeod, 47:36 Adolphe Tambellini, 53:19 John McIntyre, 56:55 Gerry Penner, 58:33 John McIntyre, 59:14 Adolphe Tambellini.

Branky USA: 1:04 Jack Kirrane, 7:23 Donald Norqual, 35:22 Marshall Tschida, 58:44 Tom Mustonen.

Rozhodčí: Gennaro Olivieri (SUI), Jaroslav Pokorný (TCH)

Vyloučení: 4:5 navíc Marshall Tschida na 10 min.

Využití přesilovek: 1:2

Branky v oslabení: 1:0

Diváků: 5 503
Kanada: Martin - Fletcher, Maki, Ferguson, H. Smith – McLeod, Jones, McIntyre – Forhan, Tambellini, Peacosh – Gerry Penner, Hornby, McKnight.
USA: Driscoll - Silka, McCurdy, Michaud, Kirrane – McCarthy, Quinn, Famiglietti – Norqual, Daley, Rovick - Poole, Tschida, Mustonen.
 SSSR –  NDR 12:0 (4:0, 4:0, 4:0)
12. března 1963 (12:00) - Stockholm

Branky SSSR: 7:39 Eduard Ivanov, 10:30 Vjačeslav Staršinov, 12:28 Stanislav Pětuchov, 12:54 Jurij Volkov, 22:35 Boris Majorov, 32:16 Jurij Volkov, 34:46 Vjačeslav Staršinov, 37:46 Vladimir Jurzinov, 43:57 Alexandr Almetov, 53:12 Alexandr Almetov, 56:28 Eduard Ivanov, 58:26 Venjamin Alexandrov.

Branky NDR: nikdo

Rozhodčí: Olle Wilkert (SWE), Henry Nordlie (NOR)

Vyloučení: 4:5

Využití přesilovek: 5:0

Branky v oslabení: 2:0

Diváků: 5 677
SSSR: Konovalenko – Davydov, Kuzkin, Ivanov, Ragulin – Alexandrov, Almětov, Jakušev - Jevgenij Majorov, Staršinov, Boris Majorov – Pětuchov, Jurzinov, Volkov.
NDR: Hirche (Kolbe 40:01) – Kuczera, Heinze, Plotka, Voigt – Kratzsch, Ziesche, Klügel – Erich Novy, Buder, Franke – Tudyka, Poindl, Helmut Novy.
 Švédsko –  USA 17:2 (6:0, 4:1, 7:1)
12. března 1963 (16:00) - Stockholm

Branky Švédska: 1:26 [Nisse Nilsson, 7:54 Uno Öhrlund, 9:55 Ronald Pettersson, 11:06 Ulf Sterner, 12:29 Uno Öhrlund, 18:45 Nisse Nilsson, 20:19 Sven Tumba Johansson, 26:01 Sven Tumba Johansson, 26:18 Uno Öhrlund, 37:12 Bert-Olav Nordlander, 42:44 Hans Mild, 45:37 Carl-Göran Öberg, 48:36 Ulf Sterner, 55:52 Sven Tumba Johansson, 56:22 Ronald Pettersson, 56:41 Nisse Nilsson, 59:36 Carl-Göran Öberg.

Branky USA: 20:28 Jack Poole, 54:41 Tom Mustonen.

Rozhodčí: Vic Lindqvist (CAN), Andrej Starovojtov (URS)

Vyloučení: 2:2

Využití přesilovek: 0:1

Diváků: 15 124
Švédsko: Häggroth – Nordlander, Stoltz, Blomé, Nils Johansson – Ronald Pettersson, N. Nilsson, Mild – Härdin, Sterner, Öberg – Määttä, Sven Tumba Johansson, Öhrlund.
USA: Driscoll – Silka, McCurdy, Michaud, Kirrane – Marlien, McCarthy, Famiglietti – Norqual, Daley, Rovick – Poole, Tschida, Mustonen.
 Československo -  Kanada 4:4 (2:1, 1:2, 1:1)
12. března 1963 (20:00) - Stockholm

Branky a nahrávky Československa: 19:12 Jaroslav Walter (Jiří Dolana), 19:40 Vlastimil Bubník (Miroslav Vlach), 32:09 František Vaněk (František Vaněk), 52:54 Jaroslav Jiřík (František Vaněk).

Branky a nahrávky Kanady: 6:04 Harold Jones, 30:22 Harold Jones (Jack McLeod), 35:48 Walter Peacosh (Adolphe Tambellini), 42:24 Adolphe Tambellini (George Ferguson).

Rozhodčí: Robert Barry (USA), Gennaro Olivieri (SUI)

Vyloučení: 3:5 navíc George Ferguson na 10 minut.

Využití přesilovek: 0:0

Diváků: 15 641
ČSSR: Josef Mikoláš – František Tikal, Stanislav Sventek, Rudolf Potsch, Jan Kasper – Vlastimil Bubník, Luděk Bukač, Miroslav Vlach – Ján Starší, František Vaněk, Josef Černý - Jiří Dolana, Jaroslav Walter, Jaroslav Jiřík.
Kanada: Seth Martin – Fred Fletcher, Ted Maki, George Ferguson, Harry Smith – Jack McLeod, Harold Jones, John McIntyre – Bob Forhan, Adolphe Tambellini, Walter Peacosh - Bob McKnight, Howie Hornby, Gerry Penner.
 NDR –  Finsko 1:0 (0:0, 0:0, 1:0)
13. března 1963 (16:00) - Stockholm

Branky NDR: 58:48 Helmut Novy.

Rozhodčí: Vic Lindquist (CAN), Andrej Starovojtov (URS)

Vyloučení: 1:3

Využití přesilovek: 0:0

Diváků: 1 737
NDR: Hirche (Kolbe 40:01) – Kuczera, Schildan, Voigt, Plotka – Franke, Buder, Erich Novy – Klügel, Ziesche, Kratzsch – Tudyka, Poindl, Helmut Novy.
Finsko: Lahtinen – Suokko, Numminen, Mesikämmen, Wasama – Lehtiö, Kilpiö, Keinonen – Hyytiäinen, Luostarinen, Seistamo – Reunamäki, Pulli, Nikkilä.
 Švédsko –  SRN 10:2 (1:2, 3:0, 6:0)
13. března 1963 (20:00) - Stockholm

Branky Švédska: 1:25 Nisse Nilsson, 21:10 Carl-Göran Öberg, 25:31 Hans Mild, 37:45 Sven Tumba Johansson, 43:33 Lars-Eric Lundvall, 47:07 Eilert Määttä, 49:59 Ulf Sterner, 53:16 Ronald Pettersson, 57:22 Lars-Eric Lundvall, 57:46 Nisse Nilsson.

Branky Německa: 14:37 Peter Rohde, 18:32 Manfred Gmeiner.

Rozhodčí: Jaroslav Pokorný (TCH), Jan Wycisk (POL)

Vyloučení: 1:4

Využití přesilovek: 0:0

Branky v oslabení: 1:0

Diváků: 8 452
Švédsko: K. Svensson – Nordlander, Stoltz, Blomé, Nils Johansson – Ronald Pettersson, N. Nilsson, Lundvall – Mild, Sterner, Öberg – Määttä, Sven Tumba Johansson, Öhrlund.
SRN: Hobelsberger – Ambros, Nagel, Rampf, Bader – Gmeiner, Schubert, Köpf – Scholz, Zanghellini, Trautwein – Reif, Sepp, Rohde.
 Finsko –  Kanada 2:12 (0:4, 1:2, 1:6)
14. března 1963 (12:00) - Stockholm

Branky Finska: 39:24 Jarmo Wasama, 48:12 Pentti Hyytiäinen.

Branky Kanady: 3:43 Gerry Penner, 5:11 Fred Fletcher, 6:56 Bob Forhan, 15:26 Harold Jones, 27:50 Bob Forhan, 29:43 Harold Jones, 40:50 Harold Jones, 46:07 Bob Forhan, 47:24 Bob Forhan, 48:25 Gerry Penner, 57:31 Fred Fletcher, 58:56 Norm Lenardon.

Rozhodčí: Robert Barry (USA), Olle Wilkert (SWE)

Vyloučení: 6:4

Využití přesilovek: 0:2

Diváků: 14 302
Finsko: Lahtinen – Suokko, Numminen, Mesikämmen, Wasama – Lehtiö, Kilpiö, Keinonen – Hyytiäinen, Luostarinen, Seistamo – Reunamäki, Pulli, Nikkilä.
Kanada: S. Martin – Fletcher, Maki, Ferguson, H. Smith – McLeod, Jones, McKnight – Forhan, Tambellini, Peacosh – Gerry Penner, Hornby, Lenardon.
 SRN –  USA 4:8 (1:1, 1:3, 2:4)
14. března 1963 (16:00) - Stockholm

Branky Německa: 13:04 Peter Rohde, 31:51 Kurt Sepp, 47:38 Josef Reif, 55:47 Heinz Bader

Branky USA: 9:57 Jack Poole, 26:06 Bill Daley, 29:40 Robert Quinn, 33:22 Robert Quinn, 44:20 Tom Mustonen, 45:05 Tom Mustonen, 49:10 Jack Poole, 50:31 Bill Daley

Rozhodčí: Vic Lindquist (CAN), Olle Viking (SWE)

Vyloučení: 3:2

Využití přesilovek: 0:0

Branky v oslabení: 0:1

Diváků: 905
SRN: Nagel – Ambros, Wackerle, Rampf, Bader – Reif, Schubert, Köpf – Scholz, Zanghellini, Trautwein – Lax, Sepp, Rohde.
USA: Driscoll – Michaud, Kirrane, Silka, McCurdy – Poole, Tschida, Mustonen – Quinn, Daley, Rovick – Norqual, McCarthy, Famiglietti.
 Československo -  SSSR 	1:3	(1:1, 0:1, 0:1)
14. března 1963 (20:00) - Stockholm

Branky a nahrávky Československa: 14:08 Rudolf Potsch (Jaroslav Walter).

Branky a nahrávky SSSR: 4:05 Alexandr Almetov (Venjamin Alexandrov), 37:53 Jevgenij Majorov (Vjačeslav Staršinov), 59:30 Vjačeslav Staršinov.

Rozhodčí: Gennaro Olivieri (SUI), Jan Wycisk (POL)

Vyloučení: 3:2 (0:1)

Využití přesilovek: 0:1

Diváků: 15 505
ČSSR: Josef Mikoláš – František Tikal, Stanislav Sventek, Rudolf Potsch, Jan Kasper – Vlastimil Bubník, Luděk Bukač, Miroslav Vlach – Ján Starší, František Vaněk, Josef Černý – Jiří Dolana, Jaroslav Walter, Jaroslav Jiřík.
SSSR: Viktor Konovalenko – Alexandr Ragulin, Eduard Ivanov, Viktor Kuzkin, Vitalij Davydov – Viktor Jakušev, Alexandr Almetov, Venjamin Alexandrov – Jevgenij Majorov, Vjačeslav Staršinov, Boris Majorov - Stanislav Petuchov, Vladimir Jurzinov, Jurij Volkov.
 Československo -  Finsko 	5:2	(2:0, 2:1, 1:1)
15. března 1963 (12:00) - Stockholm

Branky a nahrávky Československa: 7:05 Jiří Dolana, 9:13 Josef Černý (František Vaněk), 22:25 Stanislav Prýl, 25:01 Miroslav Vlach (František Gregor), 50:36 František Tikal.

Branky Finska: 38:27 Matti Keinonen, 48:29 Kalevi Numminen.

Rozhodčí: Andrej Starovojtov (URS), Olle Viking (SWE)

Vyloučení: 9:9

Využití přesilovek: 3:1

Branky v oslabení: 0:1

Diváků: 10 872
ČSSR: Vladimír Dzurilla – František Gregor, František Tikal, Rudolf Potsch, Stanislav Sventek - Vlastimil Bubník, Ján Starší, Miroslav Vlach – Stanislav Prýl, František Vaněk, Josef Černý – Jiří Dolana, Jaroslav Walter, Jaroslav Jiřík.
Finsko: Urpo Ylönen (28:00 Juhani Lahtinen) – Jorma Suokko, Kalevi Numminen, Ilkka Mesikämmen, Jarmo Wasama – Rauno Lehtiö, Raimo Kilpiö, Matti Keinonen – Pentti Hyytiäinen, Esko Luostarinen, Jouni Seistamo – Matti Reunamäki, Heino Pulli, Seppo Nikkilä.
 SSSR –  USA 9:0 (3:0, 5:0, 1:0)
15. března 1963 (16:00) - Stockholm

Branky SSSR: 13:17 Alexandr Ragulin, 15:50 Viktor Jakušev, 18:55 Alexandr Ragulin, 29:46 Vladimir Jurzinov, 30:35 Alexandr Almetov, 31:01 Viktor Jakušev, 32:11 Jevgenij Majorov, 35:21 Alexandr Almetov, 47:54 Vjačeslav Staršinov.

Rozhodčí: Vic Lindqvist (CAN), Pentti Isotalo (FIN)

Vyloučení: 0:0

Diváků: 3 049
SSSR: Konovalenko – Ragulin, E. Ivanov, Kuzkin, Davydov – Jakušev, Almětov, Alexandrov – Jevgenij Majorov, Staršinov, Boris Majorov – Pětuchov, Jurzinov, Volkov.
USA: Driscoll – Silka, McCurdy, Michaud, Kirrane – Norqual, McCarthy, Famiglietti – Quinn, Daley, Rovick – Poole, Tschida, Mustonen.
 Švédsko –  Kanada 4:1 (1:0, 0:1, 3:0)
15. března 1963 (20:00) - Stockholm

Branky Švédska: 18:00 Ulf Sterner, 53:56 Ulf Sterner, 58:23 Ulf Sterner, 59:14 Sven Tumba Johansson.

Branky Kanady: 38:12 Fred Fletcher.

Rozhodčí: Robert Barry (USA), Jaroslav Pokorný (TCH)

Vyloučení: 5:7 (1:1)

Využití přesilovek: 1:1

Diváků: 15 625
Švédsko: Svensson – Stoltz, Nordlander, Blomé, Nils Johansson – Ronald Pettersson, Nilsson, Lundvall – Mild, Sterner, Öberg – Määttä, Sven Tumba Johansson, Öhrlund.
Kanada: Martin – Fletcher, Maki, H. Smith, Ferguson – McKnight, Jones, McLeod – Peacosh, Tambellini, Forhan – Gerry Penner, Hornby, Lenardon.
 SRN –  NDR 4:3 (2:0, 1:2, 1:1)
16. března 1963 (18:00) - Stockholm

Branky Německa : 18:43 Peter Rohde, 19:41 Ernst Köpf, 29:04 Georg Scholz, 58:46 Ernst Trautwein.

Branky NDR: 22:53 Joachim Ziesche, 33:52 Joachim Ziesche, 46:50 Bernd Poindl.

Rozhodčí: Robert Barry (USA), Vic Lindqvist (CAN)

Vyloučení: 1:6

Využití přesilovek: 0:2

Diváků: 5 080
SRN: Hobelsberger – Ambros, Wackerle, Bader, Rampf – Scholz, Zanghellini, Trautwein – Reif, Schubert, Köpf – Lax, Sepp, Rohde.
NDR: Kolbe – Kuczera, Heinze, Voigt, Schildan – Klügel, Ziesche, Kratzsch – Tudyka, Poindl, Helmut Novy – Franke, Plotka, Erich Novy.
 USA –  NDR 3:3 (2:0, 0:0, 1:3)
17. března 1963 (9:00) - Stockholm

Branky USA: 10:00 Tom Mustonen, 14:09 Marshall Tschida, 59:41 Marshall Tschida

Branky NDR: 41:43 Joachim Ziesche, 49:48 Joachim Franke, 51:35 Dieter Kratzsch.

Rozhodčí: Olle Wilkert (SWE), Borje Idenstedt (SWE)

Vyloučení: 5:1 navíc Robert Quinn na 5 min.

Využití přesilovek: 0:0

Diváků: 2 491
USA: Driscoll – McCurdy, Kirrane, Marlien, Silka – Michaud, Tschida, Mustonen – Quinn, Westby, Rovick – Norqual, McCarthy, Famiglietti.
NDR: Kolbe – Kuczera, Heinze, Voigt, Plotka – Franke, Buder, Erich Novy – Klügel, Ziesche, Kratzsch – Tudyka, Poindl, Helmut Novy.
 Československo -  Švédsko	3:2 (0:1, 3:0, 0:1)
17. března 1963 (12:00) - Stockholm

Branky Československa: 27:12 Miroslav Vlach (Vlastimil Bubník), 34:45 Stanislav Sventek (Josef Černý), 35:10 Jiří Dolana (František Tikal).

Branky Švédska: 14:47 Nils Johansson (Sven Tumba Johansson), 45:09 Sven Tumba Johansson (Uno Öhrlund).

Rozhodčí: Vic Lindqvist (CAN), Gennaro Olivieri (SUI)

Vyloučení: 2:1

Využití přesilovek: 0:1

Diváků: 15 997
ČSSR: Vladimír Dzurilla – František Tikal, František Gregor, Stanislav Sventek, Rudolf Potsch – Vlastimil Bubník, Ján Starší, Miroslav Vlach – Stanislav Prýl, František Vaněk, Josef Černý – Jiří Dolana, Jaroslav Walter, Jaroslav Jiřík.
Švédsko: Kjell Svensson – Roland Stoltz, Bert-Olav Nordlander, Gert Blomé, Nils Johansson – Ronald Pettersson, Per-Olof Härdin, Lars-Eric Lundvall – Hans Mild, Ulf Sterner, Carl-Göran Öberg – Eilert Määttä, Sven Tumba Johansson, Uno Öhrlund.
 SSSR –  Kanada 4:2 (3:0, 1:0, 0:2)
17. března 1963 (16:00) - Stockholm

Branky SSSR: 1:16 Alexandr Almetov, 6:22 Eduard Ivanov, 17:49 Jurij Volkov, 31:05 Vjačeslav Staršinov.

Branky Kanady: 59:17 Fred Fletcher, 59:56 Jack McLeod.

Rozhodčí: Robert Barry (USA), Jaroslav Pokorný (TCH)

Vyloučení: 6:6 (2:1)

Využití přesilovek: 2:1

Diváků: 15 719
SSSR: Konovalenko – Ragulin, Ivanov, Kuzkin, Davydov – Jakušev, Almětov, Alexandrov – Jevgenij Majorov, Staršinov, Boris Majorov - Pětuchov, Jurzinov, J. Volkov.
Kanada: Martin – Fletcher, Maki, Ferguson, H. Smith - McLeod, Jones, McKnight – Forhan, Tambellini, Peacosh – Lenardon, Hornby, Gerry Penner.

## Statistiky

### Nejlepší hráči podle direktoriátu IIHF
| Brankář | Seth Martin    |
| Obránce | Roland Stoltz  |
| Útočník | Miroslav Vlach |

### All Stars
| Brankář         | Kjell Svensson    |
| Levý obránce    | Harry Smith       |
| Pravý obránce   | Alexandr Ragulin  |
| Levé křídlo     | Hans Mild         |
| Střední útočník | Adolphe Tambelini |
| Pravé křídlo    | Miroslav Vlach    |

### Kanadské bodování
| Poř. | Kanadské bodování    | Branky | Přihrávky | Body |
| ---- | -------------------- | ------ | --------- | ---- |
| 1.   | Harold Jones         | 7      | 5         | 12   |
| 2.   | Sven Tumba Johansson | 6      | 6         | 12   |
| 3.   | Vladimir Jurzinov    | 5      | 7         | 12   |
| 3.   | Jack McLeod          | 5      | 7         | 12   |
| 5.   | Marsh Tschida        | 4      | 8         | 12   |
| 6.   | Vjačeslav Staršinov  | 8      | 3         | 11   |
| 7.   | Alexander Almětov    | 6      | 5         | 11   |
| 7.   | Adolphe Tambellini   | 6      | 5         | 11   |
| 9.   | Jiří Dolana          | 8      | 2         | 10   |
| 10.  | Venjamin Alexandrov  | 4      | 6         | 10   |

### Rozhodčí
| Rozhodčí           | Zápasy |
| ------------------ | ------ |
| Vic Lindqvist      | 11     |
| Robert Barry       | 10     |
| Gennaro Olivieri   | 7      |
| Miroslav Pokorný   | 6      |
| Ernst Wilkert      | 6      |
| Olle Wiking        | 5      |
| Andrej Starovojtov | 4      |
| Penti Isotalo      | 2      |
| Jan Wycisk         | 2      |
| Fritz Gross        | 1      |
| Borje Idenstedt    | 1      |
| Henry Nordlie      | 1      |

### Soupiska SSSR
SSSR

Brankáři: Viktor Konovalenko, Boris Zajcev.

Obránci: Nikolaj Sologubov, Alexandr Ragulin, Eduard Ivanov, Vitalij Davydov, Viktor Kuzkin.

Útočníci: Boris Majorov, Vjačeslav Staršinov, Jevgenij Majorov, Leonid Volkov, Alexandr Almetov, Venjamin Alexandrov, Jurij Volkov, Vladimir Jurzinov, Viktor Jakušev, Jurij Paramoškin, Stanislav Pětuchov.

Trenéři: Arkadij Černyšov, Anatolij Tarasov.

### Soupiska Švédska
Švédsko

Brankáři: Lennart Häggroth, Kjell Svensson.

Obránci: Gert Blomé, Nils Johansson, Bert-Olav Nordlander, Roland Stoltz.

Útočníci: Per-Olof Härdin, Lars-Eric Lundvall, Hans Mild, Eilert Määttä, Nisse Nilsson, Ronald Pettersson, Ulf Sterner, Sven Tumba Johansson, Carl-Göran Öberg, Uno Öhrlund.

Trenéři: Arne Strömberg, Pelle Bergström.

### Soupiska Československa
Československo

Brankáři: Josef Mikoláš, Vladimír Dzurilla.

Obránci: Stanislav Sventek, František Tikal, Rudolf Potsch, Jan Kasper, František Gregor.

Útočníci:  – Vlastimil Bubník, Luděk Bukač, Miroslav Vlach, Ján Starší, Josef Černý, Jiří Dolana, Jaroslav Walter, Jaroslav Jiřík, Stanislav Prýl, František Vaněk

Trenér: Jiří Anton.

### Soupiska Kanady
4.  Kanada (Trail Smoke Eaters)

Brankáři: Seth Martin, Reno Zanier.

Obránci: Harry Smith, Fred Fletcher, George Ferguson, Ted Maki, Ed Pollesel.

Útočníci: Jack McLeod, Harold Jones, John McIntyre, Gerry Penner, Howie Hornby, Walter Peacosh, Bob Forhan, Adolphe Tambellini, Bob McKnight, Norm Lenardon.

Trenér: Robert Kromm.

### Soupiska Finska
5.  Finsko

Brankáři: Juhani Lahtinen, Urpo Ylönen.

Obránci: Kalevi Numminen, Jarmo Wasama, Matti Lampainen, Rauno Lehtiö, Jorma Suokko, Ilkka Mesikämmen.

Útočníci: Matti Keinonen, Raimo Kilpiö, Heino Pulli, Matti Reunamäki, Pentti Hyytiäinen, Jouni Seistamo, Esko Luostarinen, Pentti Rautalin, Seppo Nikkilä.

Trenéři: Joe Wirkkunen, Aarne Honkavaara.

### Soupiska NDR
6.  NDR

Brankáři: Klaus Hirche, Peter Kolbe.

Obránci: Dieter Voigt, Wolfgang Plotka, Heinz Schildan, Horst Heinze, Jürgen Schmutzler, Heinz Kuczera.

Útočníci: Manfred Buder, Joachim Ziesche, Bernd Poindl, Helmut Novy, Dieter Kratzsch, Erich Novy, Joachim Franke, Gerhard Klügel, Rainer Tudyka.

Trenér: Rudi Schmieder.

### Soupiska USA
7.  USA

Brankáři: Ronald Chisholm, Charles Driscoll.

Obránci: Russell McCurdy, Frank Silka, Glen Marlien, Dick Michaud, Jack Kirrane

Útočníci: Marshall Tschida, Jack Poole, Tom Mustonen, Bill Daley, Gerald Westby, David Rovick, Robert Quinn, Charles McCarthy, Ron Famiglietti, Donald Norqual.

Trenér: Harry Cleverly.

### Soupiska SRN
8.  SRN

Brankáři: Michael Hobelsberger, Heinz Ohlberg

Obránci: Paul Ambros, Hans-Jörg Nagel, Sylvester Wackerle, Hans Rampf, Heinz Bader

Útočníci: Manfred Gmeiner, Siegfried Schubert, Ernst Köpf, Georg Scholz, Helmut Zanghellini, Ernst Trautwein, Josef Reif, Kurt Sepp, Peter Lax, Peter Rohde.

Trenér: Vic Heyliger.

## MS Skupina B
|    |                | NOR | SUI | ROM | POL  | YUG  | FRA  | GBR  | V | R | P | Skóre | B  |
| 1. | Norsko         | *** | 4:1 | 5:1 | 2:6  | 7:3  | 8:2  | 9:2  | 5 | 0 | 1 | 35:15 | 10 |
| 2. | Švýcarsko      | 1:4 | *** | 4:4 | 2:1  | 8:1  | 5:0  | 8:0  | 4 | 1 | 1 | 28:10 | 9  |
| 3. | Rumunsko       | 1:5 | 4:4 | *** | 4:3  | 7:4  | 5:0  | 8:1  | 4 | 1 | 1 | 29:17 | 9  |
| 4. | Polsko         | 6:2 | 1:2 | 3:4 | ***  | 22:4 | 10:1 | 10:0 | 4 | 0 | 2 | 52:13 | 8  |
| 5. | Jugoslávie     | 3:7 | 1:8 | 4:7 | 4:22 | ***  | 7:3  | 4:2  | 2 | 0 | 4 | 23:49 | 4  |
| 6. | Francie        | 2:8 | 0:5 | 0:5 | 1:10 | 3:7  | ***  | 8:3  | 1 | 0 | 5 | 14:38 | 2  |
| 7. | Velká Británie | 2:9 | 0:8 | 1:8 | 0:10 | 2:4  | 3:8  | ***  | 0 | 0 | 6 | 8:47  | 0  |

 Rumunsko -  Polsko 4:3 (3:0, 1:1, 0:2)
7. března 1963 - Stockholm

Branky Rumunska: 1:31 Biro, 4:45 Varga, 5:17 Ferenczi, 20:00 Ferenczi

Branky Polska: 39:42 Kurek, 42:33 Kurek, 48:29 Wilczek

Rozhodčí: Gennaro Olivieri (SUI), Andrej Starovojtov (URS)

Vyloučení: 4:5 navíc Ionescu na 5 minut.

Využití přesilovek: 2:1
Rumunsko: Crisan – Czaka, Ionescu, Vacar, Varga – I. Szabo, Ferenczi, G. Szabo – Takacs, Andrei, Biro – Ianovici, Calamar, Pana.
Polsko: Wisniewski – Olczyk, Handy, Skórski, Sitko – Kurek, Wilczek, A. Fonfara – Gosztyla, K. Bryniarski, Manowski – Kilanowicz, Tratczak, Źurawski.
 Švýcarsko -  Velká Británie 8:0 (3:0, 2:0, 3:0)
7. března 1963 - Stockholm

Branky Švýcarska: 12:03 Martini, 12:56 Berry, 13:58 Martini, 20:34 Joris, 21:54 Parolini, 43:48 R. Chappot, 49:23 Berry, 58:15 R. Chappot

Branky Velké Británie: nikdo

Rozhodčí: Ove Dahlberg (SWE), Borje Idenstedt (SWE)

Vyloučení: 2:5

Využití přesilovek: 2:0
Švýcarsko: Bassani – Friedrich, Wittver, Müller, Künzi – Parolini, Martini, Joris – Salzmann, Pfammater, Jenny – Scandella, R. Chappot, Berry.
Velká Británie: Metcalfe – Jordan, Brown, Cook, Yates – Smith, Lammin, Boyle – Lowell, Pearson, Miller – Dobson, Allen, Stevenson.
 Norsko -  Francie 8:2 (1:1, 1:0, 6:1)
8. března 1963 - Stockholm

Branky Norska: 9:05 Dalsøren, 28:16 Ch. Petersen, 48:13 Dalsøren, 52:30 Bergeid, 53:30 Thoen, 54:57 Nyhaug, 58:36 Elvenes, 59:04 Ch. Petersen

Branky Francie: 2:54 Cailler, 59:57 Guennelon

Rozhodčí: Fritz Gross (GDR), Jan Wycisk (POL)

Vyloučení: 2:4

Využití přesilovek: 0:0
Norsko: Nygård – Bjerklund, Gundersen, S. N. Hansen, J. E. Hansen – Nyhaug, P. Sk. Olsen, Ch. Petersen – Mikkelsen, Dalsøren, Bergeid – Thoen, Elvenes, Fjelstad.
Francie: Ranzoni – Rayon, Paupardin, Gilloz, Pianfetti – Lacarrière, M. Chappot, Guennelon – Brunet, Cailler, Dufour – Itzicsohn, Laplassotte, Larrivazz.
 Rumunsko -  Velká Británie 8:1 (2:0, 3:1, 3:0)
8. března 1963 - Stockholm

Branky Rumunska: 7:06 G. Szabo, 19:18 I. Szabo, 28:43 Calamar, 31:22 I. Szabo, 39:45 Varga, 40:39 Pana, 46:26 Ianovici, 53:52 Takacs

Branky Velké Británie: 30:10 Dobson

Rozhodčí: Borje Idenstedt (SWE), Andrej Starovojtov (URS)

Vyloučení: 5:8

Využití přesilovek: 2:0
Rumunsko: Crisan – Czaka, Ionescu, Vacar, Varga – J. Szabo, Ferenczi, G. Szabo – Takacs, Andrei, Biro – Ianovici, Calamar, Pana.
Velká Británie: Metcalfe – Jordan, Brown, Dobson, Yates – Smith, Lammin, Boyle – Cook, Pearson, Madine – Lowell, Allen, Stevenson.
 Švýcarsko -  Jugoslávie 8:1 (4:0, 3:1, 1:0)
8. března 1963 - Stockholm

Branky Švýcarska: 2:20 PP Berry, 9:06 Salzmann, 18:11 Joris, 18:24 Wittver, 26:00 Parolini, 26:17 Parolini, 33:57 Parolini, 55:15 Parolini

Branky Jugoslávie: 36:43 Tišlar

Rozhodčí: Henry Nordlie (NOR), Pentti Isotalo (FIN)

Vyloučení: 3:4

Využití přesilovek: 1:0
Švýcarsko: Bassani – Friedrich, Wittver, Müller, Künzi – Parolini, Martini, Joris – Salzmann, Pfammater, Jenny – Scandella, R. Chappot, Berry.
Jugoslávie: Novak – Ravnik, Brun, I. Jan, Trebušak – Tišlar, Felc, F. Smolej – B. Jan, Klinar, Ančević – Župančić, Đorđević, Oblak.
 Polsko -  Norsko 6:2 (2:0, 3:1, 1:1)
9. března 1963 - Stockholm

Branky Polska: 14:36 Gosztyla, 15:23 A. Fonfara, 22:37 Manowski, 38:26 A. Fonfara, 38:54 Manowski, 44:54 Gosztyla

Branky Norska: 28:28 Fjelstad, 41:11 Ch. Petersen

Rozhodčí: Olle Viking (SWE), Olle Wilkert (SWE)

Vyloučení: 3:2

Využití přesilovek: 0:0
Polsko: Wisniewski – Olczyk, Handy, Skórski, Sitko – Kurek, Wilczek, Ogórczyk – Gosztyla, A. Fonfara, Manowski – Kilanowicz, K. Bryniarski, Źurawski.
Norsko: Nygård – Bjerklund, Gundersen, Olafsen, J. E. Hansen – Nyhaug, P. Sk. Olsen, Ch. Petersen – Smefjell, Dalsøren, Bergeid – Thoen, Elvenes, Fjelstad.
 Jugoslávie -  Francie 7:3 (4:0, 0:2, 3:1)
9. března 1963 - Stockholm

Branky Jugoslávie: 2:42 B. Jan, 10:31 B. Jan, 12:46 F. Smolej, 18:17 Tišlar, 49:35 Felc, 54:07 B. Jan, 59:52 Valentar

Branky Francie: 32:34 M. Chappot, 36:30 A. Bozon, 44:29 Gilloz

Rozhodčí: Pentti Isotalo (FIN), Fritz Gross (GDR)

Vyloučení: 3:4 navíc Guennelon na 5 minut.

Využití přesilovek: 2:1

Branky v oslabení: 1:0
Jugoslávie: Georgijević – Ravnik, Brun, I. Jan. Trebušak – Tišlar, Felc, F. Smolej – B. Jan, Klinar, Valentar – Župančić, Đorđević, Oblak.
Francie: Ranzoni – Rayon, Paupardin, Gilloz, Pianfetti – Lacarrière, M. Chappot, Guennelon – Brunet, Cailler, Dufour – Itzicsohn, Laplassotte, A. Bozon.
 Švýcarsko -  Rumunsko 4:4 (1:1, 1:1, 2:2)
10. března 1963 - Stockholm

Branky Švýcarska: 14:31 Berry, 36:12 Berry, 45:41 Berry, 58:31 Salzmann

Branky Rumunska: 16:44 Ferenczi, 27:00 I. Szabo, 48:16 G. Szabo, 49:22 I. Szabo

Rozhodčí: Henry Nordlie (NOR), Andrej Starovojtov (URS)

Vyloučení: 6:3

Využití přesilovek: 0:0
Švýcarsko: Bassani – Friedrich, Wittver, Müller, Künzi – Parolini, Martini, Joris – Salzmann, Pfammater, Jenny – Scandella, R. Chappot, Berry.
Rumunsko: Sofian – Ionescu, Czaca, Varga, Vacar – G. Szabo, Ferenczi, I. Szabo – Biro, Andrei, Takacz – Pana, Calamar, Ianovici.
 Polsko -  Velká Británie 10:0 (3:0, 1:0, 6:0)
10. března 1963 - Stockholm

Branky Polska: 0:08 Manowski, 3:34 Gosztyla, 14:20 Kurek, 26:27 Gosztyla, 47:07 Kilanowicz, 51:50 Źurawski, 54:32 Zawada, 54:41 Kurek, 56:40 Manowski, 57:52 A. Fonfara

Rozhodčí: Garpedahl (SWE), Eriksson (SWE)

Vyloučení: 5:11 navíc Jordan na 5 minut.

Využití přesilovek: 6:0
Polsko: Zygadio – Olczyk, Zawada, Skórski, Sitko – Kurek, K. Bryniarski, Ogórczyk – Gosztyla, A. Fonfara, Manowski – Kilanowicz, Tratczak, Źurawski.
Velká Británie: Metcalfe – Jordan, Brown, Dobson, Cook – Stevenson, Smith, Lammin – Boyle, Allen, Pearson – Lowell, Smith, Miller.
 Rumunsko -  Jugoslávie 7:4 (1:1, 2:1, 4:2)
11. března 1963 - Stockholm

Branky Rumunska: 12:00 G. Szabo, 25:40 Andrei, 39:37 Andrei, 52:03 Florescu, 53:59 G. Szabo, 56:13 Calamar, 57:30 G. Szabo.

Branky Jugoslávie: 8:06 Felc, 28:31 F. Smolej, 54:45 Felc, 55:40 Tišlar

Rozhodčí: Pentti Isotalo (FIN), Henry Nordiie (NOR)

Vyloučení: 1:3

Využití přesilovek: 0:1
Rumunsko: Sofian – Florescu, Czaca, Varga, Vacar – G. Szabo, Ferenczi, Ionescu – Biro, Andrei, Takacz – Pana, Calamar, Ianovici.
Jugoslávie: Novak – Ravnik, Brun, I. Jan, Trebušak – Tišlar, Felc, F. Smolej – B. Jan, Klinar, Valentar – Župančić, Đorđević, Oblak.
 Švýcarsko -  Francie 5:0 (2:0, 1:0, 2:0)
11. března 1963 - Stockholm

Branky Švýcarska: 4:46 Berry, 15:43 Wittver, 24:52 R. Chappot, 45:30 Pfammater, 57:53 Pappa

Branky Francie: nikdo

Rozhodčí: Olle Viking (SWE), Fritz Gross (GDR)

Vyloučení: 6:4

Využití přesilovek: 0:0
Švýcarsko: Bassani – Friedrich, Pappa, Müller, Künzi – Berry, Martini, Joris – Salzmann, Pfammater, Jenny – Scandella, R. Chappot, Wittver.
Francie: Ranzoni – Pianfetti, Gilloz, Rayon, Paupardin – A. Bozon. Lacarrière, Guennelon – M. Chappot, Longuet, Dufour – Itzicson, Brunnet, Cailler.
 Norsko -  Velká Británie 9:2 (2:0, 4:1, 3:1)
11. března 1963 - Stockholm

Branky Norska: 7:11 Elvenes, 12:03 Gundersen, 28:02 Dalsøren, 28:41 Gundersen, 29:17 Nyhaug, 36:20 Fjelstad, 40:11 Ch. Petersen, 53:48 S. N. Hansen, 54:45 Smefjell

Branky Velké Británie: 38:25 Stevenson, 47:34 Boyle

Rozhodčí: Jan Wycisk (POL), Andrej Starovojtov (URS)

Vyloučení: 7:7

Využití přesilovek: 1:1
Norsko: Østensen – Bjerklund, Gundersen, Olafsen, S. N. Hansen – Nyhaug, P. Sk. Olsen, Ch. Petersen – Smefjell, Dalsøren, Elvenes – Thoen, Fjelstad, J. E. Hansen.
Velká Británie: Metcalfe – Cook, Brown, Dobson, Yates – Smith, Stevenson, Boyle – Lowell, Allen, Pearson – Madine, Miller.
 Norsko -  Jugoslávie 7:3 (1:0, 2:1, 4:2)
12. března 1963 - Stockholm

Branky Norska: 4:47 J. E. Hansen, 23:07 Smefjell, 35:58 S. N. Hansen, 41:26 Bjerklund, 51:18 Bjerklund, 53:52 Nyhaug, 59:53 Gundersen

Branky Jugoslávie: 20:48 Felc, 43:10 B. Jan, 43:37 I. Jan

Rozhodčí: Jaroslav Pokorný (TCH), Pentti Isotalo (FIN)

Vyloučení: 2:1

Využití přesilovek: 1:1
Norsko: Østensen – Bjerklund, Gundersen, Olafsen, S. N. Hansen – Nyhaug, P. Sk. Olsen, Ch. Petersen – Smefjell, Dalsøren, Elvenes – Thoen, Fjelstad, J. E. Hansen.
Jugoslávie: Georgijević – I. Jan, Brun, Ravnik, Trebušak – Tišlar, Felc, F. Smolej – B. Jan, Klinar, Valentar – Župančić, Đorđević, Oblak.
 Polsko -  Francie 10:1 (2:0, 4:1, 4:0)
12. března 1963 - Stockholm

Branky Polska: 0:43 Kilanowicz, 10:38 Kurek, 25:56 Gosztyla, 32:27 Ogórczyk, 33:48 K. Bryniarski, 35:54 A. Fonfara, 40:13 Manowski, 47:06 Handy, 48:33 Handy, 50:41 A. Fonfara

Branky Francie: 23:11 Longuet

Rozhodčí: Borje Idenstedt (SWE), Fritz Gross (GDR)

Vyloučení: 5:7

Využití přesilovek: 2:0

Branky v oslabení: 1:0
Polsko: Zygadio – Olczyk, Skórski, Handy, Sitko – Kurek, K. Bryniarski, Ogórczyk – Gosztyla, A. Fonfara, Manowski – Kilanowicz, Tratczak, Źurawski.
Francie: Sozzi – Rayon, Paupardin, Pianfetti, Gilloz – Itzicson, Brunnet, Laplassotte – Cailler, Longuet, Dufour – M. Chappot, Lacarrière, Guennelon.
 Švýcarsko -  Polsko 2:1 (1:0, 0:1, 1:0)
13. března 1963 - Stockholm

Branky Švýcarska: 3:41 Müller, 52:58 Friedrich

Branky Polska: 25:58 A. Fonfara

Rozhodčí: Henry Nordlie (NOR), Robert Barry (USA)

Vyloučení: 2:5

Využití přesilovek: 0:0
Švýcarsko: Bassani – Friedrich, Wittver, Müller, Künzi – Parolini, Martini, Joris – Salzmann, Pfammater, Jenny – Scandella, R. Chappot. Berry.
Polsko: Wisniewski – Handy, Olczyk, Sitko, Skórski – Ogórczyk, Wilczek, Kurek – Manowski, A. Fonfara, Gosztyla – Źurawski, K. Bryniarski, Kilanowicz.
 Jugoslávie -  Velká Británie 4:2 (2:0, 1:0, 1:2)
14. března 1963 - Stockholm

Branky Jugoslávie: 1:04 Tišlar, 19:46 Župančić, 33:12 Brun, 50:50 Župančić

Branky Velké Británie: 55:14 Lowell, 59:19 Lowell

Rozhodčí: Henry Nordlie (NOR), Pentti Isotalo (FIN)

Vyloučení: 5:7

Využití přesilovek: 0:0
Jugoslávie: Novak – Ravnik, Brun, I. Jan, Trebušak – Tišlar, Felc, F. Smolej – B. Jan, Klinar, Valentar – Župančić, Đorđević, Oblak.
Velká Británie: Metcalfe – Cook, Brown, Dobson, Jordan – Smith, Stevenson, Miller – Allen, Boyle, Lammin – Madine, Lowell, Yates.
 Norsko -  Švýcarsko 4:1 (1:0, 2:0, 1:1)
14. března 1963 - Stockholm

Branky Norska: 9:27 Dalsøren, 25:57 Smefjell, 39:48 P. Sk. Olsen, 42:21 vlastní

Branky Švýcarska: 40:18 Martini

Rozhodčí: Andrej Starovojtov (URS), Jaroslav Pokorný (TCH)

Vyloučení: 5:4

Využití přesilovek: 1:0
Norsko: Østensen – S. N. Hansen, Gundersen, Bjerklund, Olafsen – Nyhaug, P. Sk. Olsen, Ch. Petersen – Smefjell, Dalsøren, Elvenes – J. E. Hansen, Fjelstad, Thoen.
Švýcarsko: Bassani – Friedrich, Wittver, Müller, Künzi – Parolini, Martini, Joris – Salzmann, Pfammater, Jenny – Scandella, R. Chappot, Berry.
 Rumunsko -  Francie 5:0 (1:0, 2:0, 2:0)
14. března 1963 - Stockholm

Branky Rumunska: 3:17 Czaka, 25:45 G. Szabo, 31:09 Ferenczi, 44:25 Takacs, 46:27 Ianovici

Rozhodčí: Garpedahl (SWE), Idenstedt (SWE)

Vyloučení: 6:5

Využití přesilovek: 0:0
Rumunsko: Crisan – Ionescu, Czaca, Varga, Vacar – G. Szabo, Biro, Pana – Ferenczi, Andrei, Calamar – I. Szabo. Takacz, Ianovici.
Francie: Sozzi – Rayon, Paupardin, Pianfetti, Gilloz – Larrivazz, Brunnet, Laplassotte – Cailler, Longuet, Dufour – M. Chappot, Lacarrière, Guennelon.
 Norsko -  Rumunsko 5:1 (2:1, 0:0, 3:0)
16. března 1963 - Stockholm

Branky Norska: 1:52 Ch. Petersen, 4:06 P. Sk. Olsen, 46:08 Elvenes, 58:07 P. Sk. Olsen, 59:02 Elvenes

Branky Rumunska: 18:07 Varga

Rozhodčí: Andrej Starovojtov (URS), Jaroslav Pokorný (TCH)

Vyloučení: 3:5 navíc Nyhaug na 5 minut.

Využití přesilovek: 2:0
Norsko: Nygård – Bjerklund, Gundersen, S. N. Hansen, Olafsen – Nyhaug, P. Sk. Olsen, Ch. Petersen – Smefjell, Dalsøren, Elvenes – J. E. Hansen, Fjelstad, Thoen.
Rumunsko: Crisan – Ionescu, Czaca, Varga, Vacar – I. Szabo, Biro, Ianovici – Ferenczi, Andrei, Calamar – G. Szabo, Takacz, Pana.
 Polsko -  Jugoslávie 22:4 (6:1, 5:3, 11:0)
16. března 1963 - Stockholm

Branky Polska: 6:14 Ogórczyk, 9:24 Manowski, 10:28 Gosztyla, 11:31 Wilczek, 15:52 Manowski, 18:16 Ogórczyk, 25:40 Kurek, 28:03 Gosztyla, 28:40 Gosztyla, 33:01 K. Bryniarski, 39:40 Źurawski, 40:31 Kilanowicz, 43:33 Manowski, 43:43 Ogórczyk, 45:57 Kurek, 47:52 A. Fonfara, 49:17 Kurek, 51:46 Manowski, 52:16 A. Fonfara, 55:21 Źurawski, 56:34 A. Fonfara, 59:18 Źurawski

Branky Jugoslávie: 15:30 Felc, 26:23 Tišlar, 28:58 B. Jan, 35:26 F. Smolej

Rozhodčí: Borje Idenstedt (SWE), Ove Dahlberg (SWE)

Vyloučení: 1:2

Využití přesilovek: 1:0
Polsko: Wisniewski – Handy, K. Bryniarski, Zawada, Skórski – Kurek, Wilczek, Ogórczyk – Gosztyla, A. Fonfara, Manowski – Kilanowicz, Tratczak, Źurawski.
Jugoslávie: Novak – I. Jan, Trebušak, Ravnik, Brun – Đorđević, Ančević, Oblak – B. Jan, Klinar, Kristan – Tišlar, Felc, F. Smolej.
 Francie -  Velká Británie 8:3 (3:1, 2:0, 3:2)
16. března 1963 - Stockholm

Branky Francie: 7:08 Paupardin, 10:13 M. Chappot, 12:50 Lacarrière, 32:53 Dufour, 38:57 Lacarrière, 44:05 Paupardin, 48:16 Paupardin, 52:15 Lacarrière

Branky Velké Británie: 19:00 Allen, 43:00 Stevenson, 46:42 Smith

Rozhodčí: Garpedahl (SWE), Eriksson (SWE)

Vyloučení: 9:8 navíc Paupardin na 10 minut.

Využití přesilovek: 1:0

Branky v oslabení: 1:0
Francie: Ranzoni – Pianfetti, Gilloz, Rayon, Paupardin – A. Bozon, Lacarrière, Guennelon – M. Chappot, Longuet, Dufour – Itzicson, Brunnet, Cailler.
Velká Británie: Metcalfe – Cook, Brown, Dobson, Jordan – Smith, Stevenson, Miller – Allen, Lowell, Madine – Boyle, Yates.

## Kvalifikace o postup do skupiny B
Francie -  Nizozemsko
- Nizozemsko odřeklo účast.

- Itálie odřekla účast.

## MS Skupina C
|    |            | AUT  | HUN  | DEN  | BUL | NED  | BEL  | V | R | P | Skóre | B  |
| 1. | Rakousko   | ***  | 3:1  | 13:2 | 3:2 | 13:2 | 30:0 | 5 | 0 | 0 | 62:7  | 10 |
| 2. | Maďarsko   | 1:3  | ***  | 10:3 | 8:3 | 13:2 | 25:1 | 4 | 0 | 1 | 57:12 | 8  |
| 3. | Dánsko     | 2:13 | 3:10 | ***  | 5:4 | 4:1  | 8:3  | 3 | 0 | 2 | 22:31 | 6  |
| 4. | Bulharsko  | 2:3  | 3:8  | 4:5  | *** | 3:3  | 7:3  | 1 | 1 | 3 | 19:22 | 3  |
| 5. | Nizozemsko | 2:13 | 2:13 | 1:4  | 3:3 | ***  | 13:1 | 1 | 1 | 3 | 21:34 | 3  |
| 6. | Belgie     | 0:30 | 1:25 | 3:8  | 3:7 | 1:13 | ***  | 0 | 0 | 5 | 8:83  | 0  |

 Maďarsko -  Belgie 25:1 (10:0, 8:0, 7:1)
7. března 1963 - Stockholm

Branky Maďarska: 00:13 Rozgonyi, 00:37 Rozgonyi, 03:46 Beszteri, 08:43 Rozgonyi, 10:39 Rozgonyi, 12:00 Baban, 13:47 Lörincz, 14:16 Rozgonyi, 15:17 Grimm, 19:43 Grimm, 21:41 Schwalm, 23:03 Grimm, 23:27 Lörincz, 24:15 Horvath, 24:24 Rozgonyi, 28:35 Boroczi, 32:11 Beszteri, 37:13 Beszteri, 40:17 Zsitva, 41:14 Rozgonyi, 45:14 Lörincz, 45:35 Rozgonyi, 56:46 Rozgonyi, 57:32 Schwalm, 59:02 Bankuti

Branky Belgie: 41:45 Noterman

Rozhodčí: Garpendahl (SWE), Henry Nordlie (NOR)

Vyloučení: 2:5

Využití přesilovek: 1:0

Branky v oslabení: 1:0
Maďarsko: Losonczi – Koutni, Baban, Raffa, Kertesz – Bankuti, Rozgonyi, Zsitva – Beszteri, Grimm, Schwalm – Lörincz, Horvath, Boroczi.
Belgie: Van der Wee – Briels, Berger, van der Bergh, Geerts – Delbecque, Colfs, Verstrepen – Vinken, Berry, Dries – Noterman.
 Rakousko -  Dánsko 13:2 (5:0, 3:2, 5:0)
7. března 1963 - Stockholm

Branky Rakouska: 01:07 Saint John, 01:15 Saint John, 03:14 Spielmann, 12:23 Thielman, 14:33 Tischer, 24:24 Spielmann, 28:13 Bachler, 33:07 Wechselberger, 42:32 Spielmann, 51:00 Wechselberger, 54:00 Saint John, 55:17 Znenahlik, 58:23 Saint John

Branky Dánska: 25:25 Bjerrum, 37:53 Espesen

Rozhodčí: Pentti Isotalo (FIN), Jan Wycisk (POL)

Vyloučení: 3:0

Využití přesilovek: 0:0
Rakousko: Püls – Neuwirth, Bachura, Thielman, Mössmer – Bachler, Saint John, Znenahlik – Winkler, Wechselberger, Spielmann – Burkhart, Tischer, Mühr.
Dánsko: Andresen – Ingels, Mielow, Molin, Lauritsen – Höjbye, Bjerrum, Christensen – F. Nielsen, Gautier, Petersen – Espensen, Fabricius, Linderholm.
 Bulharsko -  Nizozemsko 3:3 (2:1, 1:1, 0:1)
8. března 1963 - Stockholm

Branky Bulharska: 05:07 P. Michajlov, 10:24 P. Michajlov, 34:25 Bačvarov

Branky Nizozemska: 10:56 D. Smit, 37:58 J. Hendriks, 41:32 Snoeck

Rozhodčí: Garpendahl (SWE), Eriksson (SWE)

Vyloučení: 2:5

Využití přesilovek: 0:0
Bulharsko: Trajkov – Šumakov, A. Michajlov, Genkov, Jončev – K. Michajlov, P. Michajlov, Varvarian – Botev, Grekov, Angelov – Bačvarov, Strašimirov, Lesev.
Nizozemsko: van Esch – Klein, van Dommelen, C. van Dijk, Ooms – L. van Dijk, Snoeck, Manuel – Pieterse, Smit, Bakker – Romani, van Oel, Hendriks.
 Rakousko -  Maďarsko 3:1 (1:1, 2:0, 0:0)
9. března 1963 - Stockholm

Branky Rakouska: 12:21 Spielmann, 20:27 Saint John, 23:11 Znenahlik

Branky Maďarska: 18:47 Kutni

Rozhodčí: Henry Nordlie (NOR), Jaroslavc Pokorný (TCH)

Vyloučení: 7:10

Využití přesilovek: 2:1
Rakousko: Püls – Neuwirth, Bachura, Thielman, Knoll – Znenahlik, Saint John, Bachler – Winkler, Wechselberger, Spielmann – Mössmer, Tischer, Mühr.
Maďarsko: Vedres – Koutni, Baban, Raffa, Kertesz – Bankuti, Rozgonyi, Zsitva – Beszteri, Grimm, Schwalm – Lörincz, Horvath, Boroczi.
 Bulharsko -  Belgie 7:3 (2:1, 2:2, 3:0)
10. března 1963 - Stockholm

Branky Bulharska: 03:15 Jončev, 16:22 Genkov, 24:22 Grekov, 28:10 Botev, 42:13 Strašimirov, 45:56 Grekov, 48:39 Bačvarov

Branky Belgie: 03:02 Berry, 28:21 Noterman, 35:11 Geerts

Rozhodčí: Borje Idenstedt (SWE), Jaroslav Pokorný (TCH)

Vyloučení: 3:3

Využití přesilovek: 0:0
Bulharsko: Trajkov – Nikolov, Šumakov, Genkov, Jončev – K. Michajlov, P. Michajlov, Angelov – Strašimirov, Botev, Bačvarov – Lesev, Grekov, Nedjalkov.
Belgie: Luyten – Briels, Berger, van der Bergh, Vestrepen – Geerts, Noterman, Colfs – Vinken, Berry, Dries – Delbecque.
 Dánsko -  Nizozemsko 4:1 (2:0, 1:1, 1:0)
10. března 1963 - Stockholm

Branky Dánska: 07:21 Gautiar, 18:21 Bjerrum, 24:11 Petersen, 44:06 Höjbye

Branky Nizozemska: 23:08 Manuel

Rozhodčí: Jan Wycisk (POL), Fritz Gross (GDR)

Vyloučení: 6:3

Využití přesilovek: 0:0
Dánsko: Andresen – Mielow, Hasselbalch, Ingels, Molin – Christensen, Bjerrum, Höjbye – Petersen, Gautier, F. Nielsen – Linderholm, Fabricius, Espensen.
Nizozemsko: van Esch – Klein, van Dommelen, C. van Dijk, Ooms – L. van Dijk, Snoeck, Manuel – Pieterse, Smit, Bakker – Romani, Hendriks, van Oel.
 Rakousko -  Nizozemsko 13:2 (4:1, 5:1, 4:0)
11. března 1963 - Stockholm

Branky Rakouska: 02:01 Wechselberger, 02:51 Spielmann, 11:45 Tischer, 19:08 Wechselberger, 20:59 Bachler, 33:28 Wechselberger, 34:10 Spielmann, 37:11 Bachler, 39:22 Spielmann, 45:43 Neuwirth, 52:09 Saint John, 53:15 Spielmann, 56:58 Saint John

Branky Nizozemska: 19:49 J. Hendriks, 31:09 R. Bakker

Rozhodčí: Ove Dahlberg (SWE), Eriksson (SWE)

Vyloučení: 3:6

Využití přesilovek: 0:0
Rakousko: Püls – Neuwirth, Bachura, Thielman, Knoll – Znenahlik, Saint John, Tischer – Winkler, Wechselberger, Spielmann – Bachler, Kirschberger, Mühr.
Nizozemsko: van Esch – Klein, van Dommelen, C. van Dijk, Ooms – Hendriks, Snoeck, L. van Dijk – Pieterse, Smit, Bakker – Romani, van Oel.
 Maďarsko -  Dánsko 10:3 (3:0, 3:1, 4:2)
12. března 1963 - Stockholm

Branky Maďarska: 01:08 Raffa, 03:12 Boroczi, 07:32 Zsitva, 22:01 Grimm, 25:42 Lörincz, 28:02 Rozgonyi, 40:47 Rozgonyi, 41:20 Grimm, 49:44 Baban, 59:47 Bankuti

Branky Dánska: 35:42 Christensen, 54:09 Petersen, 58:55 Höjbye

Rozhodčí: Jan Wycisk (POL), Garpendahl (SWE)

Vyloučení: 6:5

Využití přesilovek: 1:0

Branky v oslabení: 1:1
Maďarsko: Vedres – Koutni, Baban, Raffa, Kertesz – Bankuti, Rozgonyi, Zsitva – Beszteri, Grimm, Schwalm – Lörincz, Jakabházy, Boroczi.
Dánsko: Andresen – Mielow, Hasselbalch, Ingels, Molin – Christensen, Bjerrum, Höjbye – Petersen, Gautier, F. Nielsen – Linderholm, Fabricius, Espensen.
 Rakousko -  Belgie 30:0 (8:0, 11:0, 11:0)
12. března 1963 - Stockholm

Branky Rakouska: 00:55 Bachler, 05:85 Tisler, 07:55 Knoll, 08:20 Saint John, 10:14 Spielmann, 12:10 Tisler, 14:42 Saint John, 17:54 Spielmann, 23:12 Wechselberger, 23:42 Thielman, 24:32 Tisler, 25:09 Kirchberger, 26:11 Bachura, 27:14 Saint John, 27:23 Bachler, 29:05 Winkler, 34:00 Znenahlik, 34:53 Bachler, 37:36 Spielmann, 40:53 Saint John, Bachler, Bachler, Bachler, Znenahlik, Znenahlik, Spielmann, Spielmann, Spielmann, Wechselberger, Wechselberger

Rozhodčí: Olle Viking (SWE), Eriksson (SWE)

Vyloučení: 0:1
Rakousko: Püls – Bachura, Knoll, Mössmer, Thielman – Bachler, Znenahlik, Saint John – Winkler, Wechselberger, Spielmann – Burkhart, Tischer, Kirchberger.
Belgie: Van der Wee – Briels, Berger, van der Bergh, Geerts – Delbecque, Noterman, Colfs – Dries, Berry, Vinken.
 Dánsko -  Bulharsko 5:4 (1:1, 3:2, 1:1)
13. března 1963 - Stockholm

Branky Dánska: 00:36 Bjerrum, 24:38 Christensen, 25:29 Schack, 30:59 Bjerrum, 48:15 Christensen

Branky Bulharska: 19:40 Jončev, 25:40 Bačvarov, 37:23 Grekov, 55:34 Strašimirov

Rozhodčí: Gennaro Olivieri (SUI), Olle Viking (SWE)

Vyloučení: 4:8 navíc P. Michajlov na 10 min.

Využití přesilovek: 0:0
Dánsko: Andresen – Fabricus, Hasselbalch, Ingels, Molin – Christensen, Bjerrum, Schack – Petersen, Gautier, Höjbye – Linderholm, Espensen, F. Nielsen.
Bulharsko: Trajkov – Nikolov, Šumakov, Genkov, Jončev – K. Michajlov, P. Michajlov, A. Michajlov – Strašimirov, Botev, Bačvarov – Lesev, Grekov, Nedjalkov.
 Nizozemsko -  Belgie 13:1 (4:0, 2:1, 7:0)
13. března 1963 - Stockholm

Branky Nizozemska: 01:01 Snoeck, 07:41 W. Ooms, 10:46 Snoeck, 19:59 L. van Dijk, 25:19 W. Ooms, 39:00 L. van Dijk, 41:15 L. van Dijk, 41:29 L. van Dijk, 46:06 Smit, 46:38 L. van Dijk, 47:35 R. van Oel, 52:17 Snoeck, 56:32 W. van Dommelen

Branky Belgie: 29:11 Noterman

Rozhodčí: Pentti Isotalo (FIN), Fritz Gross (GDR)

Vyloučení: 8:7

Využití přesilovek: 0:0
Nizozemsko: van Esch – Klein, van Dommelen, C. van Dijk, Ooms – Bakker, Snoeck, L. van Dijk – Manuel, Smit, Pieterse – van Oel, Hendriks, Romani.
Belgie: Van der Wee – Berger, van der Bergh, Briels, Geerts – Colfs, Noterman, Delbecque – Dries, Berry, Vinken.
 Rakousko -  Bulharsko 3:2 (2:1, 0:1, 1:0)
14. března 1963 - Stockholm

Branky Rakouska: 04:01 Kirschberger, 11:03 Kirschberger, 48:59 Wechselberger

Branky Bulharska: 09:09 Strašimirov, 24:43 Strašimirov

Rozhodčí: Ove Dahlberg (SWE), Fritz Gross (GDR)

Vyloučení: 2:3

Využití přesilovek: 0:0
Rakousko: Püls – Neuwirth, Bachura, Thielman, Knoll – Bachler, Znenahlik, Saint John – Winkler, Wechselberger, Spielmann – Mühr, Kirchberger, Tischer.
Bulharsko: Charalampiev – Nikolov, Šumakov, Genkov, Jončev – K. Michajlov, P. Michajlov, A. Michajlov – Strašimirov, Botev, Bačvarov – Lesev, Grekov, Nedjalkov.
 Maďarsko -  Nizozemsko 13:2 (3:2, 3:0, 7:0)
15. března 1963 - Stockholm

Branky Maďarska: 02:19 Kertesz, 13:32 Lörincz, 17:28 Boroczi, 30:51 Zsitva, 36:37 Zsitva, 37:39 Grimm, 42:03 Beszteri, 46:00 Schwalm, 49:43 Schwalm, 51:54 Zsitva, 52:42 Kutni, 55:54 Grimm, 56:07 Schwalm

Branky Nizozemska: 07:42 L. van Dijk, 08:11 R. van Oel

Rozhodčí: Henry Nordlie (NOR), Fritz Gross (GDR)

Vyloučení: 3:7

Využití přesilovek: 3:0

Branky v oslabení: 1:0
Maďarsko: Losonczi – Koutni, Baban, Raffa, Kertesz – Bankuti, Rozgonyi, Zsitva – Beszteri, Grimm, Schwalm – Lörincz, Jakabházy, Boroczi.
Nizozemsko: van Esch – Klein, van Dommelen, C. van Dijk, Ooms – Manuel, Snoeck, L. van Dijk – Bakker, Smit, Pieterse – van Oel, Hendriks, Romani.
 Dánsko -  Belgie8:3 (6:3, 1:0, 1:0)
15. března 1963 - Stockholm

Branky Dánska: 08:56 Schack, 10:28 Höjbye, 11:36 Schack, 17:21 F. Nielsen, 19:08 Schack, 19:19 Schack, 34:14 Bjerrum, 53:35 Höjbye

Branky Belgie: 04:31 Noterman, 05:46 Dries, 07:07 Colfs,

Rozhodčí: Gennaro Olivieri (SUI), Olle Wilkert (SWE)

Vyloučení: 4:7

Využití přesilovek: 0:0
Dánsko: Andresen – Mielow, Hasselbalch, Ingels, Molin – Christensen, Bjerrum, Schack – Petersen, Gautier, F. Nielsen – Linderholm, Espensen, Höjbye.
Belgie: Van der Wee – Briels, Berger, van der Bergh, Verstrepen – Geerts, Noterman, Colfs – Dries, Berry, Vinken – Delbecque.
 Maďarsko -  Bulharsko 8:3 (1:1, 2:2, 5:0)
16. března 1963 - Stockholm

Branky Maďarska: 11:07 Grimm, 36:20 Beszteri, 39:13 Rozgonyi, 49:22 Beszteri, 52:34 Boroczi, 54:11 Grimm, 57:29 Schwalm, 58:06 Rozgonyi

Branky Bulharska: 08:33 Botev, 31:59 Angelov, 39:26 Bačvarov

Rozhodčí: Jan Wycisk (POL), Fritz Gross (GDR)

Vyloučení: 5:6

Využití přesilovek: 0:0
Maďarsko: Losonczi – Koutni, Baban, Raffa, Kertesz – Bankuti, Rozgonyi, Zsitva – Beszteri, Grimm, Schwalm – Boroczi, Lörincz, Jakabházy.
Bulharsko: Trajkov (Charalampiev) – Nikolov, Šumakov, Genkov, Jončev – K. Michajlov, P. Michajlov, Angelov – Strašimirov, Botev, Bačvarov – Lesev, Grekov, Nedjalkov.